# Tournoi pré-olympique de la CONMEBOL 2020
Pour un article plus général, voir Tournoi masculin de football aux Jeux olympiques d'été de 2020.
Navigation
Athènes 2004 Paris 2024
Le tournoi pré-olympique de la CONMEBOL 2020 permet de désigner les sélections sud-américaines qui participeront au tournoi masculin de football aux Jeux de Tokyo 2020. La treizième édition de ces éliminatoires se déroule du 18 janvier au 9 février 2020 en Colombie.
Les dix nations participantes sont réparties dans deux poules de cinq équipes. Les deux pays les mieux classés de chacun des deux groupes se retrouve pour le tournoi final au sein d'un groupe unique dont les deux premières places sont qualificatives pour le tournoi olympique.

## Villes et stades
La Colombie a été annoncée comme hôte du tournoi lors de la réunion du Conseil de la CONMEBOL qui s'est tenue le 14 août 2018 à Luque, au Paraguay. Le 28 août 2019, Pereira, Armenia et Bucaramanga ont été annoncées comme les villes hôtes,.
| \| Bucaramanga Pereira Armenia \| |
| Bucaramanga Pereira Armenia       |

| Bucaramanga Pereira Armenia |

## Équipes
| Pays           | Participation(s) | Meilleur résultat                                        |
| -------------- | ---------------- | -------------------------------------------------------- |
| Argentine      | 11e              | Vainqueur (4) (1960, 1964, 1980, 2004)                   |
| Bolivie (en)   | 8e               | Troisième (1) (1987)                                     |
| Brésil         | 13e              | Vainqueur (7) (1968, 1971, 1976, 1984, 1987, 1996, 2000) |
| Chili (en)     | 12e              | Deuxième (2) (1984, 2000)                                |
| Colombie PO    | 13e              | Deuxième (4) (1968, 1971, 1980, 1992)                    |
| Équateur (en)  | 10e              | Quatrième (2) (1984, 1992)                               |
| Paraguay       | 9e               | Vainqueur (1) (1992)                                     |
| Pérou          | 12e              | Deuxième (1) (1960)                                      |
| Uruguay        | 11e              | Deuxième (1) (1976)                                      |
| Venezuela (en) | 10e              | Quatrième (2) (1980, 1996)                               |

## Première phase

### Tirage au sort
Le tirage au sort du tournoi a lieu le 5 novembre 2019, à 19h00 (UTC−5), à l'auditorium de la Fédération colombienne de football à Bogota, en Colombie,. Les dix équipes sont réparties en deux groupes de cinq. La Colombie, pays hôte, et le Brésil, champion olympique en titre et meilleure équipe de la CONMEBOL au classement mondial de la FIFA en octobre 2019, sont placés respectivement dans le groupe A et le groupe B, et affectés à la position 1 de leur groupe, tandis que les huit autres équipes sont réparties dans quatre "pots de paires" en fonction de leur classement mondial de la FIFA en octobre 2019 (indiqué entre parenthèses). Les positions de ces huit équipes au sein de leur groupe sont également définies par tirage au sort.
Légende :

PO : Pays organisateur
T : Tenant du titre
| Tête de série                     | Chapeau 1                     | Chapeau 2                      | Chapeau 3                             | Chapeau 4                                |
| --------------------------------- | ----------------------------- | ------------------------------ | ------------------------------------- | ---------------------------------------- |
| - Colombie (10) PO - Brésil (3) T | - Uruguay (5) - Argentine (9) | - Chili (en) (17) - Pérou (19) | - Venezuela (en) (26) - Paraguay (41) | - Équateur (en) (63) - Bolivie (en) (75) |

Le tirage au sort est dirigé par Hugo Figueredo, directeur des compétitions de la CONMEBOL, avec la collaboration de Daniela Montoya, joueuse de l'équipe de Colombie féminine de football, et de l'ancien footballeur colombien Iván Valenciano.
| Groupe A            | Groupe B          |
| ------------------- | ----------------- |
| (A1) Colombie       | (B1) Brésil       |
| (A2) Chili (en)     | (B2) Paraguay     |
| (A3) Venezuela (en) | (B3) Bolivie (en) |
| (A4) Équateur (en)  | (B4) Uruguay      |
| (A5) Argentine      | (B5) Pérou        |

### Critères de départage
Les deux premiers de chaque groupe se qualifient pour le groupe final.
En cas d'égalité de points, les équipes sont classées ou départagées suivant les critères :
1. Meilleure différence de buts ;
2. Plus grand nombre de buts marqués ;
3. Plus grand nombre de points obtenus dans les matches de groupe disputés entre les équipes concernées ;
4. Meilleure différence de buts dans les matches de groupe disputés entre les équipes concernées ;
5. Plus grand nombre de buts marqués dans les matches de groupe disputés entre les équipes concernées ;
6. Plus petit nombre de points disciplinaires dans tous les matchs de groupe (une seule déduction peut être appliquée à un joueur dans un seul match) suivant le barème : 
  - Carton jaune : -1 point ;
  - Carton rouge indirect (deuxième carton jaune) : -3 points ;
  - Carton rouge direct : -4 points ;
  - Carton jaune et carton rouge direct : -5 points ;
7. Tirage au sort.

### Groupe A
| Rang | Équipe         | Pts | J | G | N | P | Bp | Bc | Diff |
| ---- | -------------- | --- | - | - | - | - | -- | -- | ---- |
| 1    | Argentine      | 12  | 4 | 4 | 0 | 0 | 9  | 2  | +7   |
| 2    | Colombie       | 7   | 4 | 2 | 1 | 1 | 7  | 3  | +4   |
| 3    | Chili (en)     | 7   | 4 | 2 | 1 | 1 | 4  | 2  | +2   |
| 4    | Venezuela (en) | 3   | 4 | 1 | 0 | 3 | 3  | 7  | -4   |
| 5    | Équateur (en)  | 0   | 4 | 0 | 0 | 4 | 0  | 9  | -9   |

#### 1rejournée
| 18 janvier 2020 | Équateur (en) | 0 – 3   | Chili (en)                                   | Stade Hernán Ramírez Villegas, Pereira      |                                             |
| 18:00 UTC−5     |               | (0 – 0) | 59e (csc) Porozeo · 76e Moya · 90+4e Morales | Spectateurs : 21 660 Arbitrage : Ivo Méndez | Spectateurs : 21 660 Arbitrage : Ivo Méndez |
| 18:00 UTC−5     | Rapport       |         |                                              | Spectateurs : 21 660 Arbitrage : Ivo Méndez | Spectateurs : 21 660 Arbitrage : Ivo Méndez |

| 18 janvier 2020 | Colombie     | 1 – 2   | Argentine                    | Stade Hernán Ramírez Villegas, Pereira                 |                                                        |
| 20:30 UTC−5     | Carrascal 7e | (1 – 1) | 11e Mac Allister · 51e Gaich | Spectateurs : 30 200 Arbitrage : Esteban Ostojich (en) | Spectateurs : 30 200 Arbitrage : Esteban Ostojich (en) |
| 20:30 UTC−5     | Rapport      |         |                              | Spectateurs : 30 200 Arbitrage : Esteban Ostojich (en) | Spectateurs : 30 200 Arbitrage : Esteban Ostojich (en) |

Repos :  Venezuela (en)

#### 2ejournée
| 21 janvier 2020 | Chili (en) | 1 – 0   | Venezuela (en) | Stade Centenario, Armenia                       |                                                 |
| 18:00 UTC−5     | Araos 82e  | (0 – 0) |                | Spectateurs : 10 000 Arbitrage : Rodolpho Toski | Spectateurs : 10 000 Arbitrage : Rodolpho Toski |
| 18:00 UTC−5     | Rapport    |         |                | Spectateurs : 10 000 Arbitrage : Rodolpho Toski | Spectateurs : 10 000 Arbitrage : Rodolpho Toski |

| 21 janvier 2020 | Colombie                                                  | 4 – 0   | Équateur (en) | Stade Centenario, Armenia                         |                                                   |
| 20:30 UTC−5     | Benedetti 15e · Carrascal 26e · Cetré 32e · Carbonero 87e | (3 – 0) |               | Spectateurs : 21 900 Arbitrage : Eber Aquino (es) | Spectateurs : 21 900 Arbitrage : Eber Aquino (es) |
| 20:30 UTC−5     | Rapport                                                   |         |               | Spectateurs : 21 900 Arbitrage : Eber Aquino (es) | Spectateurs : 21 900 Arbitrage : Eber Aquino (es) |

Repos :  Argentine

#### 3ejournée
| 24 janvier 2020 | Venezuela (en) | 1 – 0   | Équateur (en) | Stade Hernán Ramírez Villegas, Pereira         |                                                |
| 18:00 UTC−5     | 25e Soteldo    | (0 – 0) |               | Spectateurs : 7 282 Arbitrage : Andrés Matonte | Spectateurs : 7 282 Arbitrage : Andrés Matonte |
| 18:00 UTC−5     | Rapport        |         |               | Spectateurs : 7 282 Arbitrage : Andrés Matonte | Spectateurs : 7 282 Arbitrage : Andrés Matonte |

| 24 janvier 2020 | Chili (en) | 0 – 2   | Argentine              | Stade Hernán Ramírez Villegas, Pereira       |                                              |
| 20:30 UTC−5     |            | (0 – 1) | 8e Capaldo · 57e Pérez | Spectateurs : 9 000 Arbitrage : Kevin Ortega | Spectateurs : 9 000 Arbitrage : Kevin Ortega |
| 20:30 UTC−5     | Rapport    |         |                        | Spectateurs : 9 000 Arbitrage : Kevin Ortega | Spectateurs : 9 000 Arbitrage : Kevin Ortega |

Repos :  Colombie

#### 4ejournée
| 27 janvier 2020 | Argentine        | 1 – 0   | Équateur (en) | Stade Hernán Ramírez Villegas, Pereira          |                                                 |
| 18:00 UTC−5     | Mac Allister 12e | (1 – 0) |               | Spectateurs : 18 054 Arbitrage : Rodolpho Toski | Spectateurs : 18 054 Arbitrage : Rodolpho Toski |
| 18:00 UTC−5     | Rapport          |         |               | Spectateurs : 18 054 Arbitrage : Rodolpho Toski | Spectateurs : 18 054 Arbitrage : Rodolpho Toski |

| 27 janvier 2020 | Colombie                      | 2 – 1   | Venezuela (en) | Stade Hernán Ramírez Villegas, Pereira        |                                               |
| 20:30 UTC−5     | Carrascal 45+2e · Atuesta 71e | (1 – 1) | 45+1e Hurtado  | Spectateurs : 30 162 Arbitrage : Kevin Ortega | Spectateurs : 30 162 Arbitrage : Kevin Ortega |
| 20:30 UTC−5     | Rapport                       |         |                | Spectateurs : 30 162 Arbitrage : Kevin Ortega | Spectateurs : 30 162 Arbitrage : Kevin Ortega |

Repos :  Chili (en)

#### 5ejournée
| 30 janvier 2020 | Venezuela (en)     | 1 – 4   | Argentine                                              | Stade Hernán Ramírez Villegas, Pereira      |                                             |
| 18:00 UTC−5     | Soteldo 27e (pen.) | (1 – 0) | 49e Colombo · 75e Zaracho · 86e Álvarez · 90+1e Bustos | Spectateurs : 20 418 Arbitrage : Ivo Méndez | Spectateurs : 20 418 Arbitrage : Ivo Méndez |
| 18:00 UTC−5     | Rapport            |         |                                                        | Spectateurs : 20 418 Arbitrage : Ivo Méndez | Spectateurs : 20 418 Arbitrage : Ivo Méndez |

| 30 janvier 2020 | Colombie | 0 – 0 | Chili (en) | Stade Hernán Ramírez Villegas, Pereira            |                                                   |
| 20:30 UTC−5     |          |       |            | Spectateurs : 30 100 Arbitrage : Eber Aquino (es) | Spectateurs : 30 100 Arbitrage : Eber Aquino (es) |
| 20:30 UTC−5     | Rapport  |       |            | Spectateurs : 30 100 Arbitrage : Eber Aquino (es) | Spectateurs : 30 100 Arbitrage : Eber Aquino (es) |

Repos :  Équateur (en)

### Groupe B
| Rang | Équipe       | Pts | J | G | N | P | Bp | Bc | Diff |
| ---- | ------------ | --- | - | - | - | - | -- | -- | ---- |
| 1    | Brésil       | 12  | 4 | 4 | 0 | 0 | 11 | 5  | +6   |
| 2    | Uruguay      | 6   | 4 | 2 | 0 | 2 | 5  | 6  | -1   |
| 3    | Bolivie (en) | 6   | 4 | 2 | 0 | 2 | 8  | 10 | -2   |
| 4    | Paraguay     | 3   | 4 | 1 | 0 | 3 | 5  | 6  | -1   |
| 5    | Pérou        | 3   | 4 | 1 | 0 | 3 | 4  | 6  | -2   |

#### 1rejournée
| 19 janvier 2020 | Uruguay   | 1 – 0   | Paraguay | Stade Centenario, Armenia                       |                                                 |
| 18:00 UTC−5     | Rossi 48e | (0 – 0) |          | Spectateurs : 2 992 Arbitrage : Piero Maza (es) | Spectateurs : 2 992 Arbitrage : Piero Maza (es) |
| 18:00 UTC−5     | Rapport   |         |          | Spectateurs : 2 992 Arbitrage : Piero Maza (es) | Spectateurs : 2 992 Arbitrage : Piero Maza (es) |

| 19 janvier 2020 | Brésil       | 1 – 0   | Pérou | Stade Centenario, Armenia                     |                                               |
| 20:30 UTC−5     | Paulinho 43e | (1 – 0) |       | Spectateurs : 3 058 Arbitrage : Ángel Arteaga | Spectateurs : 3 058 Arbitrage : Ángel Arteaga |
| 20:30 UTC−5     | Rapport      |         |       | Spectateurs : 3 058 Arbitrage : Ángel Arteaga | Spectateurs : 3 058 Arbitrage : Ángel Arteaga |

Repos :  Bolivie (en)

#### 2ejournée
| 22 janvier 2020 | Paraguay        | 2 – 0   | Bolivie (en) | Stade Hernán Ramírez Villegas, Pereira             |                                                    |
| 18:00 UTC−5     | Bareiro 45e 88e | (1 – 0) |              | Spectateurs : 2 052 Arbitrage : Nicolás Gallo (es) | Spectateurs : 2 052 Arbitrage : Nicolás Gallo (es) |
| 18:00 UTC−5     | Rapport         |         |              | Spectateurs : 2 052 Arbitrage : Nicolás Gallo (es) | Spectateurs : 2 052 Arbitrage : Nicolás Gallo (es) |

| 22 janvier 2020 | Brésil                                     | 3 – 1   | Uruguay   | Stade Hernán Ramírez Villegas, Pereira        |                                               |
| 20:30 UTC−5     | Pedrinho 14e · Cunha 31e (pen.) · Pepê 77e | (2 – 0) | 80e Bueno | Spectateurs : 6 100 Arbitrage : Facundo Tello | Spectateurs : 6 100 Arbitrage : Facundo Tello |
| 20:30 UTC−5     | Rapport                                    |         |           | Spectateurs : 6 100 Arbitrage : Facundo Tello | Spectateurs : 6 100 Arbitrage : Facundo Tello |

Repos :  Pérou

#### 3ejournée
| 25 janvier 2020 | Bolivie (en)                                       | 3 – 2   | Uruguay                      | Stade Centenario, Armenia                           |                                                     |
| 18:00 UTC−5     | Villarroel 25e (pen.) · Ábrego 59e · Saldías 90+4e | (1 – 0) | 78e J. Rodríguez · 80e Viñas | Spectateurs : 4 095 Arbitrage : Franklin Congo (es) | Spectateurs : 4 095 Arbitrage : Franklin Congo (es) |
| 18:00 UTC−5     | Rapport                                            |         |                              | Spectateurs : 4 095 Arbitrage : Franklin Congo (es) | Spectateurs : 4 095 Arbitrage : Franklin Congo (es) |

| 25 janvier 2020 | Paraguay               | 2 – 3   | Pérou                                                 | Stade Centenario, Armenia                          |                                                    |
| 20:30 UTC−5     | Salcedo 15e · Díaz 16e | (2 – 0) | 53e Gonzales · 71e Carranza · 74e (csc) S. Arzamendia | Spectateurs : 6 395 Arbitrage : Darío Herrera (es) | Spectateurs : 6 395 Arbitrage : Darío Herrera (es) |
| 20:30 UTC−5     | Rapport                |         |                                                       | Spectateurs : 6 395 Arbitrage : Darío Herrera (es) | Spectateurs : 6 395 Arbitrage : Darío Herrera (es) |

Repos :  Brésil

#### 4ejournée
| 28 janvier 2020 | Pérou   | 0 – 1   | Uruguay     | Stade Centenario, Armenia |                           |
| 18:00 UTC−5     |         | (0 – 1) | 11e Ginella | Arbitrage : Ángel Arteaga | Arbitrage : Ángel Arteaga |
| 18:00 UTC−5     | Rapport |         |             | Arbitrage : Ángel Arteaga | Arbitrage : Ángel Arteaga |

| 28 janvier 2020 | Brésil                                                      | 5 – 3   | Bolivie (en)               | Stade Centenario, Armenia |                           |
| 20:30 UTC−5     | Antony 3e · Cunha 16e · Guga 39e · Reinier 61e · Pepê 90+5e | (3 – 1) | 20e 71e Ábrego · 79e Reyes | Arbitrage : Facundo Tello | Arbitrage : Facundo Tello |
| 20:30 UTC−5     | Rapport                                                     |         |                            | Arbitrage : Facundo Tello | Arbitrage : Facundo Tello |

Repos :  Paraguay

#### 5ejournée
| 31 janvier 2020 | Bolivie (en)                        | 2 – 1   | Pérou       | Stade Centenario, Armenia      |                                |
| 18:00 UTC−5     | Villarroel 69e · Saldías 75e (pen.) | (0 – 0) | 90+6e Luján | Arbitrage : Nicolás Gallo (es) | Arbitrage : Nicolás Gallo (es) |
| 18:00 UTC−5     | Rapport                             |         |             | Arbitrage : Nicolás Gallo (es) | Arbitrage : Nicolás Gallo (es) |

| 31 janvier 2020 | Brésil                  | 2 – 1   | Paraguay         | Stade Centenario, Armenia   |                             |
| 20:30 UTC−5     | Paulinho 75e · Pepê 89e | (0 – 0) | 61e R. Fernández | Arbitrage : Piero Maza (es) | Arbitrage : Piero Maza (es) |
| 20:30 UTC−5     | Rapport                 |         |                  | Arbitrage : Piero Maza (es) | Arbitrage : Piero Maza (es) |

Repos :  Uruguay

## Groupe final
| Rang | Équipe    | Pts | J | G | N | P | Bp | Bc | Diff |
| ---- | --------- | --- | - | - | - | - | -- | -- | ---- |
| 1    | Argentine | 6   | 3 | 2 | 0 | 1 | 5  | 6  | -1   |
| 2    | Brésil    | 5   | 3 | 1 | 2 | 0 | 5  | 2  | +3   |
| 3    | Uruguay   | 4   | 3 | 1 | 1 | 1 | 6  | 5  | +1   |
| 4    | Colombie  | 1   | 3 | 0 | 1 | 2 | 3  | 6  | -3   |

### 1rejournée
| 3 février 2020 | Argentine                       | 3 – 2   | Uruguay                   | Stade Alfonso-López, Bucaramanga |                          |
| 18:00 UTC−5    | Mac Allister 18e 55e · Vera 39e | (2 – 0) | 67e Ramírez · 90+3e Arezo | Arbitrage : Kevin Ortega         | Arbitrage : Kevin Ortega |
| 18:00 UTC−5    | Rapport                         |         |                           | Arbitrage : Kevin Ortega         | Arbitrage : Kevin Ortega |

| 3 février 2020 | Brésil    | 1 – 1   | Colombie  | Stade Alfonso-López, Bucaramanga |                           |
| 20:30 UTC−5    | Cunha 71e | (0 – 1) | 27e Cetré | Arbitrage : Ángel Arteaga        | Arbitrage : Ángel Arteaga |
| 20:30 UTC−5    | Rapport   |         |           | Arbitrage : Ángel Arteaga        | Arbitrage : Ángel Arteaga |

### 2ejournée
| 6 février 2020 | Brésil                    | 1 – 1   | Uruguay    | Stade Alfonso-López, Bucaramanga |                              |
| 18:00 UTC−5    | De Arruabarrena 40e (csc) | (1 – 1) | 35e Ugarte | Arbitrage : Eber Aquino (es)     | Arbitrage : Eber Aquino (es) |
| 18:00 UTC−5    | Rapport                   |         |            | Arbitrage : Eber Aquino (es)     | Arbitrage : Eber Aquino (es) |

| 6 février 2020 | Argentine            | 2 – 1   | Colombie  | Stade Alfonso-López, Bucaramanga |                             |
| 20:30 UTC−5    | Urzi 50e · Pérez 53e | (0 – 0) | 67e Cetré | Arbitrage : Piero Maza (es)      | Arbitrage : Piero Maza (es) |
| 20:30 UTC−5    | Rapport              |         |           | Arbitrage : Piero Maza (es)      | Arbitrage : Piero Maza (es) |

### 3ejournée
| 9 février 2020 | Colombie  | 1 – 3   | Uruguay                                       | Stade Alfonso-López, Bucaramanga    |                                     |
| 18:00 UTC−5    | Cetré 78e | (0 – 1) | 28e Ramírez · 53e Sanabria · 61e J. Rodríguez | Arbitrage : Guillermo Guerrero (es) | Arbitrage : Guillermo Guerrero (es) |
| 18:00 UTC−5    | Rapport   |         |                                               | Arbitrage : Guillermo Guerrero (es) | Arbitrage : Guillermo Guerrero (es) |

| 9 février 2020 | Argentine | 0 – 3   | Brésil                       | Stade Alfonso-López, Bucaramanga |                                 |
| 20:30 UTC−5    |           | (0 – 2) | 13e Paulinho · 30e 55e Cunha | Arbitrage : Alexis Herrera (es)  | Arbitrage : Alexis Herrera (es) |
| 20:30 UTC−5    | Rapport   |         |                              | Arbitrage : Alexis Herrera (es)  | Arbitrage : Alexis Herrera (es) |

## Liste des buteurs

### 5 buts
- Matheus Cunha

### 4 buts
- Alexis Mac Allister
- Edwuin Cetré

### 3 buts
- Víctor Ábrego
- Paulinho
- Pepê
- Jorge Carrascal

### 2 buts
- Nehuén Pérez
- Fernando Saldías
- Moisés Villarroel
- Sergio Bareiro
- Ignacio Ramírez
- José Luis Rodríguez
- Yeferson Soteldo

### 1 but
- Julián Álvarez
- Nahuel Bustos
- Nicolás Capaldo
- Nazareno Colombo
- Adolfo Gaich
- Agustín Urzi
- Fausto Vera
- Matías Zaracho
- Sebastián Reyes
- Antony
- Guga
- Pedrinho
- Reinier
- Ángelo Araos
- Iván Morales
- Camilo Moya
- Eduard Atuesta
- Nicolás Benedetti
- Johan Carbonero
- Sergio Díaz
- Roberto Fernández
- Saúl Salcedo
- Luis Carranza
- Sebastián González
- José Luján
- Matías Arezo
- Santiago Bueno
- Francisco Ginella
- Diego Rossi
- Juan Manuel Sanabria
- Manuel Ugarte
- Federico Viñas
- Jan Carlos Hurtado

### 1 but contre son camp(csc)
- Jackson Porozo (face au Chili)
- Santiago Arzamendia (face au Pérou)
- Ignacio De Arruabarrena (face au Brésil)

## Équipes qualifiées pour les Jeux olympiques d'été
Les deux équipes suivantes sont qualifiées pour le tournoi masculin de football aux Jeux olympiques d'été de 2020.
- En gras, éditions remportées
- En italique, éditions disputées à domicile

| Équipe    | Date de qualification | Dernière participation aux Jeux olympiques                                        |
| --------- | --------------------- | --------------------------------------------------------------------------------- |
| Argentine | 6 février 2020        | 8 (1928, 1960, 1964, 1988, 1996, 2004, 2008, 2016)                                |
| Brésil    | 9 février 2020        | 13 (1952, 1960, 1964, 1968, 1972, 1976, 1984, 1988, 1996, 2000, 2008, 2012, 2016) |